# Powiatul Bytów
Powiat bytowski este o unitate administrativ-teritorială (powiat) din voievodatul Pomerania. Aceasta a fost înființat pe 1 ianuarie 1999, ca urmare a reformelor guvernamentale poloneze adoptate în 1998. Reședința powiatului se află în orașul Bytów, care se alfă la 79 km vest de capitala regională Gdańsk. Abreviația powiatului este GBY. 
Powiatul se întinde pe o suprafață de 2192,07 km².

## Demografie
La 1 ianuarie 2013 populația powiatului a fost de 78.331 locuitori.
Date referitoare la populație (31 iunie 2013):
|  | Total  | Total | Femei  | Femei | Bărbați | Bărbați                    |
|  | oameni | %     | oameni | %     | oameni  | % Format:Demografia/raport |

### Evoluție
|  | Graficele sunt indisponibile din cauza unor probleme tehnice. Mai multe informații se găsesc la Phabricator și la wiki-ul MediaWiki. |

| Ani  | Populație (de pe 31 decembrie) |
| ---- | ------------------------------ |
| 1999 | 74 395                         |
| 2000 | 74 736                         |
| 2001 | 75 067                         |
| 2002 | 75 109                         |
| 2003 | 75 246                         |
| 2004 | 75 369                         |
| 2005 | 75 328                         |
| 2006 | 75 286                         |
| 2007 | 75 527                         |
| 2008 | 75 813                         |
| 2009 | 76 043                         |
| 2010 | 76 168                         |

## Comune

Comunele powiatului bytowski

| Stemă | Comună                 | Tip     | Suprafață (km²) | Populație (2013) | Reședință       |
|       | Comuna Bytów           | rurbană | 197             | 24 914           | Bytów           |
|       | Comuna Miastko         | rurbană | 466             | 20 146           | Miastko         |
|       | Comuna Borzytuchom     | rurală  | 109             | 3 002            | Borzytuchom     |
|       | Comuna Czarna Dąbrówka | rurală  | 298             | 5 799            | Czarna Dąbrówka |
|       | Comuna Kołczygłowy     | rurală  | 170             | 4 264            | Kołczygłowy     |
|       | Comuna Lipnica         | rurală  | 308             | 5 097            | Lipnica         |
|       | Comuna Parchowo        | rurală  | 131             | 3 640            | Parchowo        |
|       | Comuna Studzienice     | rurală  | 176             | 3 556            | Studzienice     |
|       | Comuna Trzebielino     | rurală  | 226             | 3 745            | Trzebielino     |
|       | Comuna Tuchomie        | rurală  | 111             | 4 168            | Tuchomie        |